# Paulianaleyrodes
Paulianaleyrodes is een geslacht van halfvleugeligen (Hemiptera) uit de familie witte vliegen (Aleyrodidae), onderfamilie Aleyrodinae.
De wetenschappelijke naam van dit geslacht is voor het eerst geldig gepubliceerd door Cohic in 1966. De typesoort is Paulianaleyrodes splendens.

## Soorten
Paulianaleyrodes omvat de volgende soorten:
- Paulianaleyrodes pauliani Cohic, 1966
- Paulianaleyrodes splendens Cohic, 1966
- Paulianaleyrodes tetracerae Cohic, 1966